# Touche pas à mon rein
Touche pas à mon rein (France) ou Homer Simpson dans « un tour de rein » (Québec) (Homer Simpson in: "Kidney Trouble") est le 8e épisode de la saison 10 de la série télévisée d'animation Les Simpson.

## Synopsis
Les Simpson se rendent dans un parc à thèmes sur le Far West. Au retour en voiture, Homer ne laisse pas son père aller aux toilettes. À l’hôpital, on découvre les radios montrant les reins explosés d’Abraham. Homer se propose de faire quelque chose, et le docteur lui suggère de donner un rein à son père. Mais le jour de l'opération, Homer s'enfuit...